# Héros (1813)
Pour les autres navires du même nom, voir Héros.
Le Héros est un navire de ligne premier ordre de 118 canons de la Marine impériale française, de classe Océan, conçu par l'ingénieur Jacques-Noël Sané, surnommé le « Vauban de la marine ».

## Carrière
Commandée en 1812, elle est désarmée en 1816 dans un état inachevé.
Elle est finalement démantelée en 1828 sans avoir jamais été mise en service.